# سد جیمیان
سد جیمیان (به لاتین: Jiemian Dam) یک سد و نیروگاه برقابی در چین است که در Youxi County, Fujian Province, Republic of China واقع شده‌است.